# Mario Casati
Mario Casati (ur. 3 września 1944 w Carate Brianza) – włoski bokser kategorii średniej, medalista mistrzostw Europy.
Zdobył brązowy medal w wadze lekkośredniej (do 71 kg) na mistrzostwach Europy w 1965 w Berlinie, po przegranej w półfinale z późniejszym mistrzem Wiktorem Agiejewem z ZSRR.
Na następnych mistrzostwach Europy w 1967 w Rzymie zwyciężył w kategorii średniej (do 75 kg), wygrywając w finale z Aleksiejem Kisielowem z ZSRR. Zwyciężył również w tej kategorii na igrzyskach śródziemnomorskich w 1967 w Tunisie. Wystąpił w wadze średniej na letnich igrzyskach olimpijskich w 1968 w Meksyku, ale przegrał pierwszą walkę z  Simeonem Georgiewem z Bułgarii.
Był amatorskim mistrzem Włoch w wadze lekkośredniej w 1964, wicemistrzem w tej wadze w 1965 oraz mistrzem w wadze średniej w 1966 i 1967.
Walczył jako bokser zawodowy w latach 1969–1970, wygrywając wszystkie 6 walk i remisując 1. Nie walczył ze znanymi pięściarzami zawodowymi.